# إرسال متعدد بتقسيم طول الموجة
في اتصالات الألياف الضوئية، يعد  الإرسال المتعدد بتقسيم طول الموجة (بالإنجليزية: wavelength-division multiplexing) (WDM) تقنية تقوم بارسال عدد من إشارات موجة الناقل الضوئي على ليف بصري واحد باستخدام أطوال موجية مختلفة (أي ألوان) من ضوء الليزر. تتيح هذه التقنية الاتصالات ازدواج الاتصال عبر ليف بصري واحد من الألياف، بالإضافة إلى مضاعفة السعة.
يطبق مصطلح الإرسال المتعدد بتقسيم طول الموجة بشكل شائع على الموجة الناقل الضوئي، والذي يتم وصفه عادةً بطول الموجة، في حين أن تعدد الإرسال بتقسيم التردد ينطبق عادةً على الموجة الناقلة الراديوية التي يتم وصفها غالبًا بالتردد. هذا أمر تقليدي تمامًا لأن الطول الموجي والتردد ينقلان نفس المعلومات. على وجه التحديد، التردد (بالهيرتز، وهو دورة في الثانية) مضروبًا في الطول الموجي (الطول المادي لدورة واحدة) يساوي سرعة الموجة الحاملة. في الفراغ، هذه هي سرعة الضوء، وعادة ما يشار إليها بالحرف الصغير، c. في الألياف الزجاجية، تكون أبطأ بشكل كبير، عادة حوالي 0.7 مرة c. معدل البيانات، الذي قد يكون بشكل مثالي عند تردد الموجة الحاملة، في الأنظمة العملية دائمًا هو جزء من تردد الموجة الحاملة.

## أنظمة WDM

مبدأ تشغيل إدارة WDM

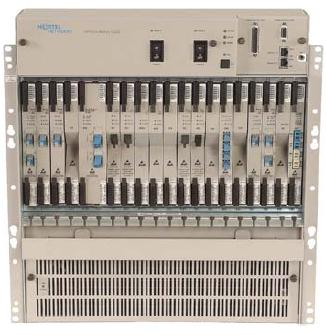
نورتل نظام إدارة WDM

يستخدم نظام WDM معدد إرسال multiplexer عند المرسلtransmitter لربط الإشارات المتعددة معًا ومزيل تعدد الإرسال عند جهاز الاستقبال لتقسيمها عن بعضها البعض. مع النوع الصحيح من الألياف، من الممكن أن يكون لديك جهاز يقوم في وقت واحد ويمكنه أن يعمل كمضاعف ضوئي للإسقاط الإضافي optical add-drop multiplexer. كانت أجهزة التصفية البصرية optical filtering devices المستخدمة تقليديًا إيتالون etalons(مقاييس تداخل فابري-بيروت Fabry–Pérot interferometersالثابتة ذات الحالة الصلبة المستقرة في شكل زجاج بصري مغلف بغشاء رقيق). نظرًا لوجود ثلاثة أنواع مختلفة من WDM، حيث يُطلق على أحدها اسم "WDM"، يتم استخدام الترميز "xWDM" عادةً عند مناقشة التكنولوجيا على هذا النحو.
تم نشر المفهوم لأول مرة في عام 1978، وبحلول عام 1980 تم تحقيق أنظمة WDM في المختبر. جمعت أنظمة WDM الأولى إشارتين فقط. يمكن للأنظمة الحديثة التعامل مع 160 إشارة وبالتالي يمكنها توسيع نظام أساسي بسرعة 100 جيجابت / ثانية على زوج ألياف واحد إلى أكثر من 16 تيرابت / ثانية. يوجد أيضًا نظام من 320 قناة (تباعد قناة 12.5 جيجاهرتز، انظر أدناه.)
تحظى أنظمة WDM بشعبية لدى شركات الاتصالات لأنها تسمح لها بتوسيع سعة الشبكة دون وضع المزيد من الألياف. باستخدام WDM ومكبرات بصرية، يمكنهم استيعاب عدة أجيال من تطوير التكنولوجيا في بنيتهم التحتية البصرية دون الحاجة إلى إصلاح شبكة العمود الفقريbackbone network. يمكن توسيع سعة ارتباط معين ببساطة عن طريق ترقية معددات الإرسال والمضاعفاتupgrading the multiplexers and demultiplexers في كل نهاية.
غالبًا ما يتم ذلك عن طريق استخدام ترجمة بصرية-إلى-كهربائية-إلى-بصرية (O / E / O) على حافة شبكة النقل، مما يسمح بالتفاعل مع المعدات الموجودة ذات الواجهات البصرية.
```
تعمل معظم أنظمة إدارة WDM على كبلات الألياف الضوئية أحادية الوضعsingle-mode fiber optical cables التي يبلغ قطر قلبها 9 
 
 ميكرون µm ..يمكن أيضًا استخدام أشكال معينة من WDM في كابلات الألياف متعددة الأوضاعµm (المعروفة أيضًا باسم كابلات المباني) التي يبلغ قطر أقطارها 50 أو 62.5 
 
 ميكرون.
```

كانت أنظمة إدارة WDM المبكرة مكلفة ومعقدة في التشغيل. ومع ذلك، فإن التوحيد القياسي والفهم الأفضل لديناميكيات أنظمة إدارة WDM جعل نشر إدارة WDM أقل تكلفة.
تميل أجهزة الاستقبال الضوئية، على عكس مصادر الليزر، إلى أن تكون أجهزة ذات نطاق عريض. لذلك، يجب أن يوفر جهاز إزالة تعدد الإرسال انتقائية الطول الموجي للمستقبل في نظام WDM.
تنقسم أنظمة إدارة WDM إلى ثلاثة أنماط مختلفة لطول الموجة: عادي normal (WDM) ، وخشنة coarse (CWDM)، وكثيفة dense (DWDM). يستخدم WDM العادي (يسمى أحيانًا BWDM) الطول الموجي الطبيعي 1310 و 1550 على ليف واحد. توفر WDM الخشنة ما يصل إلى 16 قناة عبر نوافذ إرسال متعددة لألياف السيليكا. يستخدم الكثيف WDM (DWDM) النطاق C (1530   نانومتر -1565   نانومتر) نافذة الإرسال ولكن مع تباعد قنوات أكثر كثافة. تختلف خطط القنوات، ولكن نظام DWDM النموذجي سيستخدم 40 قناة عند 100   تباعد GHz أو 80 قناة مع 50   تباعد غيغاهرتز. بعض التقنيات قادرة على 12.5   تباعد GHz (يسمى أحيانًا WDM فائق الكثافة). تتيح خيارات التضخيم amplification الجديدة (تضخيم رامانRaman amplification) تمديد أطوال الموجات القابلة للاستخدام إلى النطاق L (1565)   نانومتر -1625   نانومتر)، مضاعفة هذه الأرقام أكثر أو أقل.
يستخدم تعدد الإرسال الخشن بتقسيم الطول الموجيCoarse wavelength division multiplexing (CWDM)، على النقيض من DWDM ، زيادة تباعد القنوات للسماح بتصميمات أجهزة إرسال واستقبال أقل تطوراً وبالتالي أرخص. لتوفير 16 قناة على ليف واحد، يستخدم CWDM نطاق التردد بالكامل الممتد من نوافذ الإرسال الثانية والثالثة (1310/1550   نانومتر على التوالي) بما في ذلك الترددات الحرجة حيث قد يحدث انتثار OH. يوصى باستخدام ألياف السيليكا الخالية من OH في حالة استخدام الأطوال الموجية بين نوافذ الإرسال الثانية والثالثة [بحاجة لمصدر] . تجنب هذه المنطقة، تبقى القنوات 47 و 49 و 51 و 53 و 55 و 57 و 59 و 61 وهي الأكثر استخدامًا. مع ألياف OS2 ، يتم التغلب على مشكلة ذروة المياه، ويمكن استخدام جميع القنوات الـ 18 الممكنة.
تعتمد WDM و CWDM و DWDM على نفس المفهوم لاستخدام أطوال موجية متعددة من الضوء على ليف واحد ولكنها تختلف في تباعد الأطوال الموجية وعدد القنوات والقدرة على تضخيم الإشارات المتعددة في الفضاء البصري. يوفر EDFA تضخيمًا فعالًا واسع النطاق للنطاق C ، ويضيف تضخيم Raman آلية للتضخيم في النطاق L. بالنسبة إلى CWDM ، لا يتوفر التضخيم البصري عريض النطاق، مما يحد من الامتدادات الضوئية لعدة عشرات من الكيلومترات.

## WDM Coarse غليظ

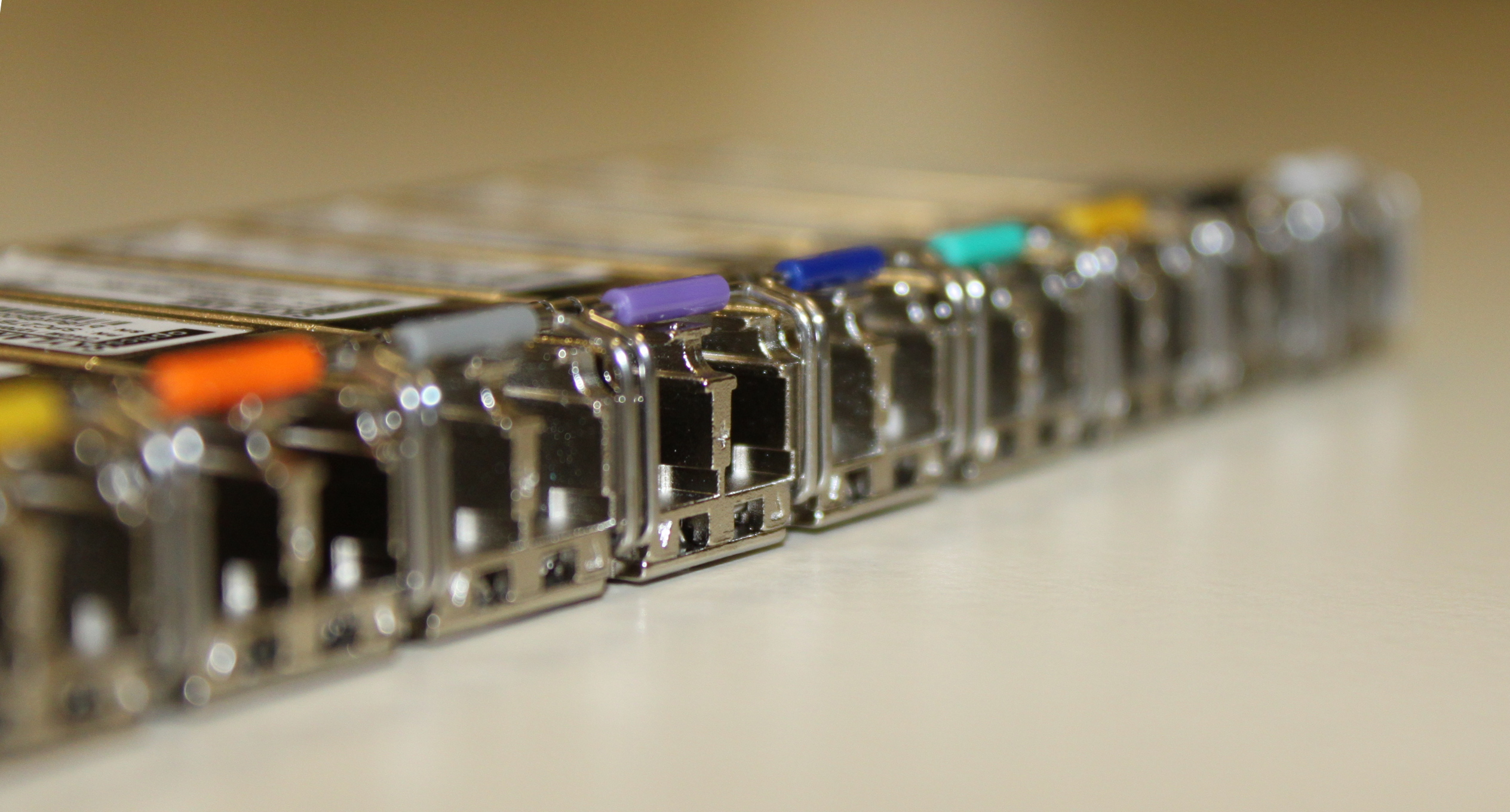
سلسلة من أجهزة الإرسال والاستقبال SFP + لاتصالات WDM بسرعة 10 جيجابت / ثانية

في الأصل، كان مصطلح تعدد الإرسال بتقسيم طول الموجة الخشن coarse wavelength division multiplexing(CWDM) عامًا إلى حد ما ووصف عددًا من تكوينات القنوات المختلفة. بشكل عام، أدى اختيار مباعدة القناة والتردد في هذه التكوينات إلى منع استخدام مضخمات الألياف المشعة بالإربيوم (EDFAs). قبل التوحيد القياسي نسبيًا لمصطلح الاتحاد الدولي للاتصالات للمصطلح، كان أحد التعريفات الشائعة لـ CWDM إشارتين أو أكثر معددتين على ليف واحد، مع إشارة واحدة في 1550   نانومتر الفرقة والآخر في 1310   نانومتر الفرقة.
في عام 2002، وحد الاتحاد الدولي شبكة تباعد القنوات لـ CWDM (ITU-T G.694.2) باستخدام الأطوال الموجية من 1270   نانومتر حتى 1610   نانومتر مع تباعد قناة 20   نانومتر. تمت مراجعة الاتحاد الدولي للاتصالات G.694.2 في عام 2003 لتغيير مراكز القنوات بمقدار 1   نانومتر، بمعنى آخر، أطوال الموجة المركزية هي 1271 إلى 1611   نانومتر. العديد من الأطوال الموجية CWDM أقل من 1470   نانومتر تعتبر غير قابلة للاستخدام على ألياف مواصفات G.652 القديمة، بسبب زيادة التوهين في 1270-1470   نانومتر العصابات. ألياف أحدث مطابقة للمواصفة G.652. C و G.652. معايير D  ، مثل Corning SMF-28e و Samsung Widepass ، تقضي تقريبًا على ذروة التوهين «ذروة الماء» عند 1383 نانومتر وتسمح بالتشغيل الكامل لجميع قنوات الاتحاد CWDM البالغ عددها 18 قناة في الشبكات الحضرية.
السمة الرئيسية لمعيار الاتحاد CWDM الأخير هي أن الإشارات غير متباعدة بشكل مناسب لتضخيمها بواسطة EDFA. هذا يحد من المدى البصري الكلي لـ CWDM إلى مكان قريب من 60   km لإشارة 2.5 جيجابت / ثانية، وهي مناسبة للاستخدام في التطبيقات الحضرية. تسمح متطلبات تثبيت التردد البصري المريح للتكاليف المرتبطة بـ CWDM بالاقتراب من تلك المكونات البصرية غير WDM.

### تطبيقات CWDM
يتم استخدام CWDM في شبكات التلفزيون الكابلي، حيث يتم استخدام أطوال موجية مختلفة لإشارات التيار والمصب . في هذه الأنظمة، غالبًا ما يتم فصل الأطوال الموجية المستخدمة على نطاق واسع. على سبيل المثال، قد تكون إشارة المصب عند 1310   نانومتر بينما تكون إشارة المنبع عند 1550   نانومتر. [بحاجة لمصدر]

تستخدم بعض أجهزة الإرسال والاستقبال القابلة للتوصيل بمعيار GBIC وعامل الشكل الصغير (SFP) أطوال موجية CWDM قياسية. تسمح بصريات GBIC و SFP CWDM «بتحويل» نظام التبديل القديم لتمكين النقل متعدد الأطوال الموجية عبر الألياف عن طريق تحديد أطوال موجات الإرسال والاستقبال المتوافقة للاستخدام مع جهاز تعدد إرسال بصري سلبي غير مكلف. [بحاجة لمصدر]

معيار الطبقة المادية 10GBASE-LX4 10 Gbit / s هو مثال على نظام CWDM الذي توجد فيه أربعة أطوال موجية بالقرب من 1310   نانومتر، كل منها يحمل 3.125   يتم استخدام تدفق بيانات جيجابت في الثانية (Gbit / s) لحمل 10   جيجابت / ثانية للبيانات المجمعة.
CWDM السلبي هو تطبيق CWDM الذي لا يستخدم أي طاقة كهربائية. يفصل الأطوال الموجية باستخدام مكونات بصرية سلبية مثل مرشحات ممر الموجة والمنشورات. يشجع العديد من الشركات المصنعة CWDM السلبي لنشر الألياف في المنزل. [بحاجة لمصدر]

## WDM Dense الكثيفة
يشير تعدد الإرسال بتقسيم الطول الموجي الكثيف (DWDM) في الأصل إلى الإشارات الضوئية المتعددة في 1550   نانومتر الفرقة للاستفادة من قدرات (وتكلفة) مكبرات الألياف الليفية الإربيوم (EDFAs)، والتي تكون فعالة لأطوال الموجات بين حوالي 1525-1565   نانومتر (النطاق C)، أو 1570-1610   نانومتر (الفرقة L). وقد وضعت EDFAs أصلا لتحل محل SONET / SDH والبصرية الكهربائية الضوئية (OEO) regenerators ، التي جعلت من عفا عليها الزمن تقريبا. يمكن لـ EDFAs تضخيم أي إشارة بصرية في نطاق تشغيلها، بغض النظر عن معدل البت المشكل. من حيث الإشارات متعددة الأطوال الموجية، طالما أن EDFA لديها طاقة ضخ متاحة لها، يمكنها تضخيم أكبر عدد ممكن من الإشارات الضوئية التي يمكن مضاعفتها في نطاق التضخيم (على الرغم من أن كثافة الإشارة محدودة باختيار تنسيق التشكيل). ولذلك تسمح EDFAs بتحديث وصلة بصرية أحادية القناة في معدل البت من خلال استبدال المعدات فقط في نهايات الوصلة، مع الاحتفاظ بـ EDFA أو سلسلة EDFA الموجودة عبر طريق لمسافات طويلة. علاوة على ذلك، يمكن ترقية الروابط ذات الطول الموجي الفردي التي تستخدم EDFAs إلى روابط WDM بتكلفة معقولة. وبالتالي يتم تعزيز تكلفة EDFA عبر العديد من القنوات التي يمكن مضاعفتها في 1550   نانومتر الفرقة.

### أنظمة DWDM
في هذه المرحلة، يحتوي نظام DWDM الأساسي على عدة مكونات رئيسية:

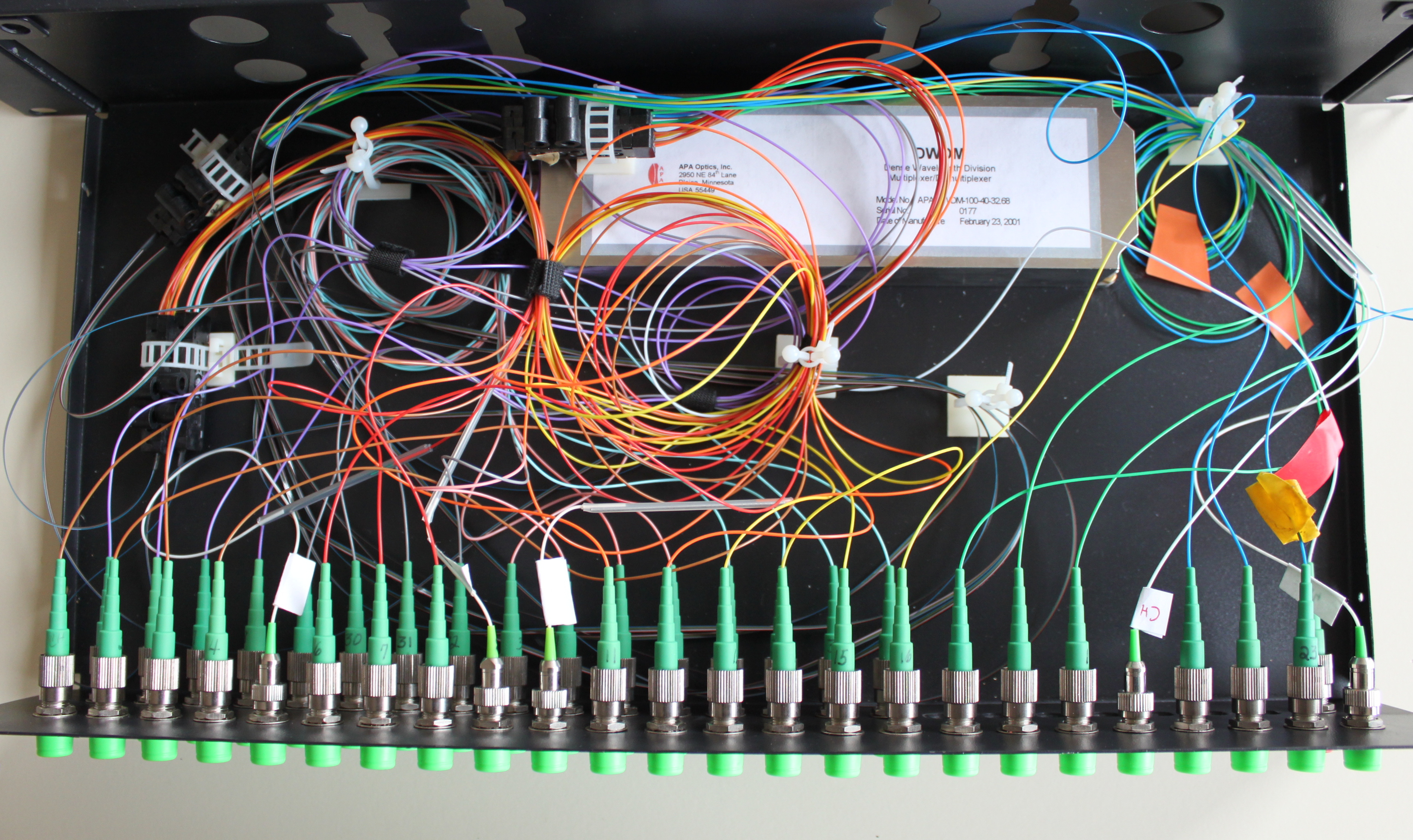
معدد WDM لاتصالات DWDM

1. معدد طرفيterminal multiplexer DWDM. يحتوي معدد الإرسال الطرفي على مرسل مستجيب لتحويل الطول الموجي لكل إشارة بيانات ومضاعف بصري ومكبر بصري (EDFA) عند الضرورة. يتلقى كل مرسل مستجيب بتحويل الطول الموجي إشارة بيانات بصرية من طبقة العميل، مثل الشبكات الضوئية المتزامنة [SONET / SDH] أو نوع آخر من إشارة البيانات، يحول هذه الإشارة إلى المجال الكهربائي ويعيد إرسال الإشارة عند طول موجة محدد باستخدام 1,550   نانومتر الفرقة الليزر. ثم يتم دمج إشارات البيانات هذه معًا في إشارة بصرية متعددة الطول الموجي باستخدام معدد بصري، لإرسالها عبر ليف واحد (على سبيل المثال، ألياف SMF-28). قد يتضمن معدد الإرسال الطرفي أو لا يتضمن أيضاً EDFA للإرسال المحلي لتضخيم قدرة الإشارة الضوئية متعددة الموجات. في منتصف التسعينات، احتوت أنظمة DWDM على 4 أو 8 أجهزة إرسال / تحويل موجات محولة. بحلول عام 2000 أو نحو ذلك، كانت هناك أنظمة تجارية قادرة على حمل 128 إشارة.
2. يتم وضع مكرر خط وسيط intermediate line repeaterكل 80-100 تقريبًا   كم للتعويض عن فقدان الطاقة الضوئية أثناء انتقال الإشارة على طول الألياف. يتم تضخيم «الإشارة الضوئية المتعددة الطول الموجي» بواسطة EDFA ، والذي يتكون عادة من عدة مراحل مكبر للصوت.
3. طرف بصري وسيط intermediate optical terminal، أو معدد إرسال ضوئي بصري إضافيoptical add-drop multiplexer . هذا هو موقع تضخيم عن بعد يضخم إشارة الأطوال الموجية المتعددة التي ربما تكون قد اجتازت حتى 140   كيلومتر أو أكثر قبل الوصول إلى الموقع البعيد. غالبًا ما يتم استخراج التشخيص البصري والقياس عن بُعد أو إدخالهما في مثل هذا الموقع، للسماح بتوطين أي فواصل ألياف أو ضعف الإشارة. في الأنظمة الأكثر تعقيدًا (التي لم تعد من نقطة إلى نقطة)، يمكن إزالة العديد من الإشارات من الإشارة الضوئية متعددة الأطوال وإسقاطها محليًا.
4. مزيل تعدد الإرسال لمحطة terminal demultiplexer DWDM. في الموقع البعيد، يفصل جهاز إلغاء تعدد الإرسال الطرفي الذي يتكون من جهاز إلغاء تعدد الإرسال البصري وواحد أو أكثر من مستجيبات تحويل الطول الموجي إشارة بصرية متعددة الطول إلى إشارات بيانات فردية ويخرجها على ألياف منفصلة لأنظمة طبقة العميل (مثل مثل SONET / SDH). في الأصل، تم تنفيذ عملية إزالة تعدد الإرسال هذه بشكل سلبي تمامًا، باستثناء بعض عمليات القياس عن بُعد، حيث يمكن لمعظم أنظمة SONET استقبال 1,550   إشارات نانومتر. ومع ذلك، من أجل السماح بالإرسال إلى أنظمة طبقة العميل البعيدة (وللسماح بتحديد تكامل إشارة المجال الرقمي)، يتم عادةً إرسال مثل هذه الإشارات التي تم إلغاء تعدد الإرسال إلى مرسلات الإخراج O / E / O قبل نقلها إلى طبقة العميل الخاصة بهم أنظمة. في كثير من الأحيان، تم دمج وظيفة جهاز الإرسال والاستقبال في وظيفة جهاز الإرسال والاستقبال، بحيث تحتوي معظم الأنظمة التجارية على أجهزة إرسال واستقبال تدعم واجهات ثنائية الاتجاه على كل من 1,550   نانومتر (أي داخلي) والجانب الخارجي (أي الذي يواجه العميل). أجهزة الإرسال والاستقبال في بعض الأنظمة تدعم 40   قد تؤدي العملية الاسمية لـ GHz أيضًا إلى تصحيح الخطأ الأمامي (FEC) عبر تقنية الغلاف الرقمي، كما هو موضح في معيار ITU-T G.709 .
5. قناة الإشراف البصريOptical Supervisory Channel (OSC) . هذه قناة بيانات تستخدم طولًا موجيًا إضافيًا عادة خارج نطاق تضخيم EDFA (عند 1,510   نم، 1,620   نم، 1,310   نانومتر أو طول موجة أخرى مملوكة). يحمل OSC معلومات حول الإشارة الضوئية متعددة الموجات بالإضافة إلى الظروف البعيدة في الطرف البصري أو موقع EDFA. كما أنها تستخدم عادة لترقيات البرامج عن بعد ومعلومات المستخدم لإدارة الشبكة (أي مشغل الشبكة). إنه التماثل متعدد الأطوال الموجية لـ SONET's DCC (أو القناة الإشرافية). تقترح معايير الاتحاد الدولي للاتصالات أن يستخدم OSC هيكل إشارة OC-3، على الرغم من أن بعض البائعين اختاروا استخدام إيثرنت 100 ميغابت أو تنسيق إشارة آخر. على عكس 1550   نانومتر إشارة متعددة الطول الموجي تحتوي على بيانات العميل، يتم إنهاء OSC دائمًا في مواقع مكبر الصوت المتوسط، حيث يتلقى معلومات محلية قبل إعادة الإرسال.

أدى إدخال شبكة الترددات ITU-T G.694.1  في عام 2002 إلى تسهيل دمج إدارة WDM مع أنظمة SONET / SDH القديمة ولكن الأكثر القياسية. يتم وضع أطوال موجية WDM في شبكة بها 100 بالضبط   غيغاهرتز (حوالي 0.8   نانومتر) تباعد في التردد البصري، مع تردد مرجعي ثابت عند 193.10   THz (1,552.52   نانومتر). يتم وضع الشبكة الرئيسية داخل النطاق الترددي لمضخم الألياف الضوئية، ولكن يمكن تمديدها إلى عروض نطاق أوسع. تم إجراء أول نشر تجاري لـ DWDM بواسطة Ciena Corporation على شبكة Sprint في يونيو 1996. تستخدم أنظمة DWDM اليوم 50   غيغاهرتز أو حتى 25   تباعد قناة GHz لتشغيل ما يصل إلى 160 قناة.
يجب أن تحافظ أنظمة DWDM على طول موجة أو تردد أكثر استقرارًا من تلك اللازمة لـ CWDM بسبب التباعد الأقرب لأطوال الموجة. يلزم التحكم الدقيق في درجة الحرارة لمرسل الليزر في أنظمة DWDM لمنع «الانجراف» من نافذة تردد ضيقة جدًا بترتيب GHz قليلة. بالإضافة إلى ذلك، نظرًا لأن DWDM توفر سعة قصوى أكبر، فإنها تميل إلى استخدامها على مستوى أعلى في التسلسل الهرمي للاتصالات من CWDM ، على سبيل المثال على العمود الفقري للإنترنت وبالتالي فهي مرتبطة بمعدلات تعديل أعلى، وبالتالي إنشاء سوق أصغر لأجهزة DWDM مع أداء عالي. تؤدي هذه العوامل ذات الحجم الأصغر والأداء الأعلى إلى أن تكون أنظمة DWDM أكثر تكلفة من CWDM عادةً.
تتضمن الابتكارات الحديثة في أنظمة نقل DWDM وحدات إرسال واستقبال قابلة للتوصيل وقابلة للتوليف قادرة على العمل على 40 أو 80 قناة. هذا يقلل بشكل كبير من الحاجة إلى وحدات توصيل منفصلة منفصلة، عندما يمكن لعدد قليل من الأجهزة القابلة للتوصيل التعامل مع مجموعة كاملة من الأطوال الموجية.

### مرسلات التردد بتحويل الطول الموجي
في هذه المرحلة، يجب مناقشة بعض التفاصيل المتعلقة بالمرسلات المستجيبة لتحويل الطول الموجي، حيث سيوضح ذلك الدور الذي تلعبه تقنية DWDM الحالية كطبقة نقل بصرية إضافية. وسيساعد أيضًا على تحديد تطور مثل هذه الأنظمة على مدى السنوات العشر الماضية أو نحو ذلك.
كما هو مذكور أعلاه، عملت أجهزة الإرسال / التحويل ذات الموجة في الأصل على ترجمة الطول الموجي للإرسال لإشارة طبقة العميل إلى أحد أطوال الموجات الداخلية لنظام DWDM في 1,550   نانومتر الفرقة (لاحظ أنه حتى الأطوال الموجية الخارجية في 1,550   على الأرجح ستحتاج نانومتر إلى الترجمة، حيث من شبه المؤكد أنها لن تمتلك القدرة على تحمل استقرار التردد المطلوب ولن تكون لديها القدرة الضوئية اللازمة لـ EDFA للنظام).
ومع ذلك، في منتصف التسعينيات، سرعان ما تولت أجهزة الإرسال والاستقبال تحويل الموجات الوظيفة الإضافية لتجديد الإشارة . تطور تجديد الإشارة في أجهزة الإرسال والاستقبال بسرعة من خلال 1R إلى 2R إلى 3R وإلى مولدات 3R متعددة معدل المراقبة العامة. هذه الاختلافات موضحة أدناه:
1R
إعادة الإرسال. بشكل أساسي، كانت أجهزة الإرسال والاستقبال الأولى عبارة عن «قمامة في القمامة خارجًا» من حيث أن إنتاجها كان تقريبًا «نسخة» تناظرية من الإشارة الضوئية المستقبلة، مع حدوث القليل من تنظيف الإشارة. وقد حد هذا من مدى وصول أنظمة DWDM المبكرة لأنه كان يجب تسليم الإشارة إلى جهاز استقبال من طبقة العميل (على الأرجح من بائع مختلف) قبل أن تتدهور الإشارة بعيدًا جدًا. اقتصرت مراقبة الإشارة بشكل أساسي على معلمات المجال البصري مثل القدرة المستقبلة.
2R
إعادة الوقت وإعادة الإرسال. لم تكن أجهزة الإرسال والاستقبال من هذا النوع شائعة جدًا واستخدمت طريقة شميت Schmitt triggering شبه الرقمية لإطلاق الإشارات. تم إجراء بعض عمليات المراقبة الأولية لجودة الإشارة بواسطة هذه المرسلات التي نظرت بشكل أساسي في المعلمات التماثلية.
3R
إعادة الوقت، إعادة الإرسال، إعادة الشكل. كانت 3R Transponders رقمية بالكامل وقادرة عادةً على عرض وحدات البايت العلوية لطبقة مقطع SONET / SDH مثل A1 و A2 لتحديد صحة جودة الإشارة. ستقدم العديد من الأنظمة 2.5   مستجيبات Gbit / s ، مما يعني عادة أن المستجيب قادر على أداء التجديد 3R على إشارات OC-3/12/48، وربما جيجابت إيثرنت، والإبلاغ عن صحة الإشارة من خلال مراقبة وحدات بايت طبقة SONET / SDH. سيتمكن العديد من أجهزة الإرسال والاستقبال من أداء 3R كاملة متعددة المعدلات في كلا الاتجاهين. يقدم بعض البائعين 10 مستجيبات جيجابت / ثانية، والتي ستقوم بمراقبة النفقات العامة لطبقة القسم لجميع المعدلات حتى OC-192 بما في ذلك.
Muxponder
يحتوي جهاز muxponder (من جهاز الإرسال والاستقبال المتعدد) على أسماء مختلفة اعتمادًا على البائع. يقوم بشكل أساسي ببعض تعدد الإرسال البسيط نسبيًا لتقسيم الوقت لإشارات ذات معدل أقل إلى حاملة ذات معدل أعلى داخل النظام (مثال شائع هو القدرة على قبول 4 OC-48s ثم إخراج OC-192 واحد في 1,550   نانومتر الفرقة). لقد استوعبت تصميمات أحدث جهاز muxponder المزيد والمزيد من وظائف TDM ، في بعض الحالات تلافي الحاجة إلى معدات النقل SONET / SDH التقليدية.

### معدد الإرسال البصري القابل لإعادة التشكيل Reconfigurable optical add-drop multiplexer(ROADM)
كما ذكر أعلاه، قد تسمح مواقع التضخيم البصري المتوسط في أنظمة DWDM بإسقاط وإضافة بعض قنوات الطول الموجي. في معظم الأنظمة التي تم نشرها اعتبارًا من أغسطس 2006، يتم ذلك بشكل غير متكرر، لأن إضافة أو إسقاط أطوال الموجة يتطلب إدخال بطاقات انتقائية لطول الموجة أو استبدالها يدويًا. هذا أمر مكلف، وفي بعض الأنظمة يتطلب إزالة كل حركة المرور النشطة من نظام DWDM ، لأن إدخال أو إزالة البطاقات الخاصة بطول الموجة يقاطع الإشارة الضوئية متعددة الطول الموجي.
باستخدام ROADM ، يمكن لمشغلي الشبكة إعادة تكوين جهاز الإرسال المتعدد عن بُعد عن طريق إرسال أوامر بسيطة. بنية ROADM هي أن إسقاط أو إضافة أطوال موجية لا يقاطع قنوات «المرور». يتم استخدام العديد من الأساليب التكنولوجية للعديد من ROADMs التجارية، والمفاضلة بين التكلفة، والطاقة البصرية، والمرونة.

### يربط عبر البصرية (OXCs)
عندما تكون طوبولوجيا الشبكة عبارة عن شبكة، حيث يتم توصيل العقد عن طريق الألياف لتشكيل رسم بياني عشوائي، هناك حاجة إلى جهاز ربط إضافي من الألياف لتوجيه الإشارات من منفذ الإدخال إلى منفذ الإخراج المطلوب. تسمى هذه الأجهزة الموصلات المتصالبة الضوئية (OXCs). تشمل فئات مختلفة من OXCs الأجهزة الإلكترونية («غير الشفافة») والبصرية («الشفافة») والأجهزة الانتقائية لطول الموجة.

## Enhanced WDM المحسن
يجمع نظام WDM المحسَّن من Cisco اتصالات 1 جيجابت تعدد الإرسال بتقسيم الموجة الخشنة (CWDM) باستخدام SFPs و GBICs مع اتصالات تعدد الإرسال بتقسيم الموجة الكثيفة 10 جيجا بايت (DWDM) باستخدام وحدات XENPAK أو X2 أو XFP DWDM. يمكن أن تكون اتصالات DWDM هذه سلبية أو معززة للسماح بنطاق أطول للاتصال. بالإضافة إلى ذلك، توفر وحدات CFP إيثرنت بسرعة 100 جيجابت / ثانية مناسبة لاتصالات الإنترنت الأساسية عالية السرعة.

## Shortwave WDM الموجات القصيرة
تستخدم الموجة القصيرة WDM أجهزة إرسال / استقبال ليزر انبعاث سطحي (VCSEL) بأربعة أطوال موجية في نطاق 846 إلى 953 نانومتر عبر ألياف OM5 مفردة، أو توصيلة ثنائية الألياف لألياف OM3 / OM4.

## مقابل أجهزة الإرسال والاستقبال
- أجهزة الإرسال والاستقبال Transceivers - بما أن الاتصال عبر طول موجة واحد هو اتجاه واحد (اتصال بسيطTransceivers)، وتتطلب معظم أنظمة الاتصالات العملية اتصال ثنائي الاتجاهduplex communication(اتصال مزدوج)، فسيكون هناك حاجة لطولين موجيين إذا كان على نفس الألياف؛ إذا تم استخدام ألياف منفصلة في ما يسمى بزوج الألياف، فسيتم استخدام نفس الطول الموجي عادةً وليس WDM. ونتيجة لذلك، سيلزم كل من جهاز الإرسال وجهاز الاستقبال. يسمى مزيج من جهاز الإرسال وجهاز الاستقبال جهاز الإرسال والاستقبال؛ يحول إشارة كهربائية من وإلى إشارة بصرية. تتطلب أجهزة الإرسال والاستقبال WDM المصممة للتشغيل على حبلا واحد أجهزة الإرسال المتعارضة لاستخدام أطوال موجية مختلفة. بالإضافة إلى ذلك، تتطلب أجهزة الإرسال والاستقبال WDM جهاز تقسيم / دمج بصري لإقران مسارات الإرسال والاستقبال على حبلا الألياف.
  - الأطوال الموجية لجهاز الإرسال والاستقبال الخشن WDM (CWDM): 1271   نانومتر، 1291   نم، 1311   نم، 1331   نانومتر، 1351   نانومتر، 1371   نانومتر، 1391   نانومتر، 1411   نم، 1431   نانومتر ، 1451   نانومتر ، 1471   نانومتر ، 1491   نانومتر ، 1511   نانومتر ، 1531   نانومتر ، 1551   نانومتر ، 1571   نانومتر ، 1591   نانومتر ، 1611   نانومتر.
  - أجهزة الإرسال والاستقبال الكثيفة WDM (DWDM): القناة 17 إلى القناة 61 وفقًا لقطاع تقييس الاتصالات.
- جهاز الإرسال والاستقبال - عمليًا ، لن تكون مدخلات ومخارج الإشارة كهربائية ولكن بصرية بدلاً من ذلك (عادةً عند 1550   نانومتر). هذا يعني أن هناك حاجة إلى محولات الطول الموجي في الواقع بدلاً من ذلك ، وهو بالضبط ما هو جهاز الإرسال والاستقبال. يمكن أن يتكون جهاز الإرسال والاستقبال من اثنين من أجهزة الإرسال والاستقبال الموضوعة بعد بعضها البعض: جهاز الإرسال / الاستقبال الأول الذي يقوم بتحويل 1550   نانومتر إشارة بصرية من / إلى إشارة كهربائية ، وجهاز الإرسال والاستقبال الثاني يحول الإشارة الكهربائية من / إلى إشارة بصرية عند الطول الموجي المطلوب. أجهزة الإرسال والاستقبال التي لا تستخدم إشارة كهربائية وسيطة (جميع أجهزة الإرسال والاستقبال الضوئية) قيد التطوير.

انظر أيضًا أجهزة الإرسال والاستقبال (الاتصالات البصرية) للاطلاع على وجهات النظر الوظيفية المختلفة حول معنى أجهزة الإرسال والاستقبال الضوئية.

## ملحق
- (الطول المادي لدورة واحدة the physical length of one cycle)
- تعدد الإرسال بتقسيم التردد frequency-division multiplexing
- بالتردد frequency

## تطبيقات
هناك العديد من أدوات المحاكاة التي يمكن استخدامها لتصميم أنظمة إدارة WDM.